# Axlarfjall
Axlarfjall är ett berg i republiken Island. Det ligger i regionen Austurland, 400 km öster om huvudstaden Reykjavík.
Trakten runt Axlarfjall är nära nog obefolkad, med mindre än två invånare per kvadratkilometer. Närmaste större samhälle är Djúpivogur, omkring 19 kilometer sydost om Axlarfjall. Trakten runt Axlarfjall består i huvudsak av gräsmarker.